# Königsfeld (Opper-Franken)
Königsfeld is een gemeente in de Duitse deelstaat Beieren, en maakt deel uit van het Landkreis Bamberg.
Königsfeld telt 1.268 inwoners.

## Plaatsen in de gemeente Königsfeld
|  |  | Huppendorf    | 143 inwoners |
|  |  | Königsfeld    | 569 inwoners |
|  |  | Kotzendorf    | 107 inwoners |
|  |  | Laibarös      | 148 inwoners |
|  |  | Poxdorf       | 159 inwoners |
|  |  | [Treunitz     | 160 inwoners |
|  |  | Voitmannsdorf | 125 inwoners |

Altendorf ·
Baunach ·
Bischberg ·
Breitengüßbach ·
Burgebrach ·
Burgwindheim ·
Buttenheim ·
Ebrach ·
Frensdorf ·
Gerach ·
Gundelsheim ·
Hallstadt ·
Heiligenstadt i.OFr. ·
Hirschaid ·
Kemmern ·
Königsfeld ·
Lauter ·
Lisberg ·
Litzendorf ·
Memmelsdorf ·
Oberhaid ·
Pettstadt ·
Pommersfelden ·
Priesendorf ·
Rattelsdorf ·
Reckendorf ·
Scheßlitz ·
Schlüsselfeld ·
Schönbrunn i.Steigerwald ·
Stadelhofen ·
Stegaurach ·
Strullendorf ·
Viereth-Trunstadt ·
Walsdorf ·
Wattendorf ·
Zapfendorf